# هراند آوتیسیان (تاریخ‌نگار)
هراند آلکسانی آوتیسیان (ارمنی: Հրանտ Ալեքսանի Ավետիսյան؛ زادهٔ ۱۰ مارس ۱۹۲۷ - درگذشته ۹ اکتبر ۲۰۰۴) یک تاریخ‌نگار و استاد اهل ارمنستان بود.

## زندگی‌نامه
در ۱۰ مارس ۱۹۲۷ در قاراکیلیسا به دنیا آمد و از دانشکده تاریخ دانشگاه دولتی ایروان (۱۹۴۹) فارغ‌التحصیل شد. وی عضو فرهنگستان ملی علوم ارمنستان بود. وی همچنین برنده نشان برجسته افتخار (۱۹۶۸) شده است. وی در ۹ اکتبر ۲۰۰۴ در سن ۷۷ سالگی در ایروان درگذشت و در آرامستان مرکزی ایروان (توخماخ) به خاک سپرده شد.

## یادداشت
1. ↑  պատմական գիտությունների դոկտոր
2. ↑  ՀՀ պատմության ինստիտուտ